# Cadavres à la pelle
Pour les articles homonymes, voir Burke and Hare.
Pour plus de détails, voir Fiche technique et Distribution.
Cadavres à la pelle (Burke and Hare) est un film britannique réalisé par John Landis, sorti en 2010. Il est inspiré par l'histoire vraie de deux immigrés irlandais, William Burke et William Hare, coupables de plusieurs crimes à Édimbourg de 1827 à 1828 et qui revendaient ensuite les cadavres à l'Edinburgh Medical College, qui les utilisait pour des dissections.
Il marque le retour à la réalisation de John Landis, douze ans après Susan a un plan (Susan's Plan), sorti en 1998.

## Synopsis
Au XIXe siècle, William Burke et William Hare sont deux amis qui tentent de survivre de leurs arnaques à Édimbourg. Par hasard, ils s’aperçoivent qu’un cadavre frais peut rapporter beaucoup d’argent : Édimbourg est à cette époque le haut lieu de la médecine européenne. Les chirurgiens cherchent désespérément des cadavres humains pour pratiquer leurs dissections pour faire avancer leur science. Appâtés par cette forte demande, Burke et Hare vont alors provoquer des « accidents » pour obtenir de plus en plus de cadavres frais.

## Fiche technique
Sauf indication contraire, les informations mentionnées dans cette section peuvent être confirmées par la base de données cinématographiques IMDb,  présente dans la section « Liens externes ».
- Titre original : Burke and Hare
- Titre français et québécois[1] : Cadavres à la pelle
- Réalisation : John Landis
- Scénario : Piers Ashworth et Nick Moorcroft
- Musique : Joby Talbot
- Direction artistique : Nick Dent
- Décors : Annie Gilhooly
- Costumes : Deborah Nadoolman
- Photographie : John Mathieson
- Montage : Mark Everson
- Distribution des rôles : Daniel Hubbard
- Production : Barnaby Thompson
- Sociétés de production : Ealing Studios et Fragile Films
- Sociétés de distribution : Entertainment Film Distributors
- Pays d'origine :  Royaume-Uni
- Langue originale : anglais
- Durée : 91 minutes
- Genre : Comédie noire, thriller, biographie, historique
- Dates de sortie :
  - Royaume-Uni : 29 octobre 2010
  - France : 31 août 2011

## Distribution
- Simon Pegg (VFB : Michelangelo Marchese) : William Burke
- Andy Serkis (VFB : Erwin Grünspan) : William Hare
- Isla Fisher (VFB : Béatrice Wegnez) : Ginny Hawkins
- Jessica Hynes (VFB : Marie Van Ermengem) : Lucky (Lottie en VF)
- Tim Curry (VFB : Martin Spinhayer) : Dr. Alexander Monroe
- Tom Wilkinson : Dr Robert Knox
- Ronnie Corbett (VFB : Michel de Warzée) : le capitaine Tom McLintock
- Hugh Bonneville (VFB : François Mairet) : Lord Harrington
- Christopher Lee : le vieux Joseph
- Allan Corduner : Nicéphore Niépce
- Bill Bailey : Angus
- Georgia King : Emma
- Stephen Merchant : Footman
- Jenny Agutter : l'actrice auditionnant avec l'épée
- Costa-Gavras : l'un des membres de la famille française
- Romain Gavras : l'un des membres de la famille française
- Robert Paynter : le docteur distingué (caméo)

## Production

### Développement
Le projet démarre par un script spéculatif écrit par Nick Moorcroft et Piers Ashworth. Ils le vendent ensuite à Ealing Studios, spécialiste de la comédie noire notamment avec Noblesse oblige (1949) ou encore Tueurs de dames (1955). John Landis lit le scénario, qui le séduit. Il est aussi très attiré à l'idée de faire un film proche de ceux de Laurel et Hardy, estimant que les personnages principaux sont semblables à des « Laurel et Hardy diaboliques ».

### Attribution des rôles
David Tennant est pressenti pour le rôle de William Hare, mais il doit abandonner en raison d'un autre projet. Il est alors remplacé par Andy Serkis,.
John Landis dirige à nouveau Jenny Agutter, David Schofield et John Woodvine qu'il avait dirigé dans Le Loup-garou de Londres (1981).
John Cleese et Dan Aykroyd ont un temps été évoqués.

### Tournage
Le tournage a lieu en Écosse (château de Stirling, Édimbourg), à Londres (notamment les Ealing Studios), Luton Hoo dans le Bedfordshire, West Wycombe dans le Buckinghamshire et la Knole House à Sevenoaks dans le Kent.

## Accueil
Le film a obtenu un accueil critique mitigé, recueillant 34% d'avis favorables sur le site Rotten Tomatoes, basé sur 53 commentaires collectés avec une note moyenne de 4,9⁄10. Le site Metacritic lui attribue le score de 46⁄100, basé sur 10 commentaires collectés.
Il récolte 2 144 104 £ au Royaume-Uni en trois semaines au box-office. Aux États-Unis, distribué dans une seule salle, Cadavres à la pelle totalise 4,833 de dollars après être resté une semaine à l'affiche. En France, le film, sorti dans 69 salles, passe également inaperçu avec 15 429 entrées.